# Fine Feathers (film fra 1921)
Fine Feathers er en amerikansk stumfilm fra 1921 af Fred Sittenham.

## Medvirkende
- Eugene Pallette som Bob Reynolds
- Claire Whitney som Jane Reynolds
- Thomas W. Ross som Dick Meade
- Warburton Gamble som John Brand
- June Elvidge som Mrs. Brand